# Le Tremblois
Le Tremblois – miejscowość i gmina we Francji, w regionie Burgundia-Franche-Comté, w departamencie Górna Saona.
Według danych na rok 1990 gminę zamieszkiwały 142 osoby, a gęstość zaludnienia wynosiła 26 osób/km² (wśród 1786 gmin Franche-Comté Le Tremblois plasuje się na 601. miejscu pod względem liczby ludności, natomiast pod względem powierzchni na miejscu 769.).